# 伝説の爆撃機
『伝説の爆撃機』（でんせつのばくげきき、原題:Van Halen II）は、ヴァン・ヘイレンが1979年に発表したセカンド・アルバム。

## 解説
ヴァン・ヘイレンのアルバムとしては初めて、全米トップ10入りを果たした（最高6位）。「踊り明かそう」（全米15位）、「ビューティフル・ガールズ」（全米84位）といったシングル・ヒットも生んだ。
「悪いあなた」は、1963年にディー・ディー・ワーウィックやベティ・エヴェレットといったR&B歌手がヒットさせた楽曲のカヴァーで、リンダ・ロンシュタットが1974年に発表したヴァージョンが全米1位を獲得したことでも知られる。「スパニッシュ・フライ」は、ガット・ギターを使用したインストゥルメンタル。

## 収録曲
特記なき楽曲はメンバー4人の共作。
1. 悪いあなた - "You're No Good" (Clint Ballard Jr.) - 3:16
2. 踊り明かそう - "Dance The Night Away" - 3:06
3. サムボディ・ゲット・ミー・ア・ドクター - "Somebody Get Me a Doctor" - 2:52
4. ボトムズ・アップ! - "Bottoms Up!" - 3:05
5. オッタ・ラヴ・アゲイン - "Outta Love Again" - 2:51
6. 輝ける空 - "Light Up the Sky" - 3:13
7. スパニッシュ・フライ - "Spanish Fly" - 1:00
8. 生か死か - "D.O.A." - 4:09
9. ウィメン・イン・ラヴ… - "Women in Love....." - 4:08
10. ビューティフル・ガールズ - "Beautiful Girls" - 3:56

## 参加ミュージシャン
- デイヴィッド・リー・ロス - ボーカル
- エドワード・ヴァン・ヘイレン - ギター
- マイケル・アンソニー - ベース
- アレックス・ヴァン・ヘイレン - ドラムス